# Sphecozone gravis
Sphecozone gravis là một loài nhện trong họ Linyphiidae. Loài này được phát hiện ở Bolivia.